# Aubigné-sur-Layon
Pour les articles homonymes, voir Aubigné et Layon.
Aubigné-sur-Layon est une commune française située dans le département de Maine-et-Loire, en région Pays de la Loire.
La commune se situe dans l'appellation viticole du Coteaux-du-Layon (AOC).

## Géographie

### Localisation
Commune angevine des coteaux du Layon, Aubigné-sur-Layon se situe au sud-ouest de Martigné-Briand, sur la route D 748, Montilliers / Martigné-Briand.
Son territoire est bordé au nord par le Layon (rivière) et se situe sur l'unité paysagère du couloir du Layon.

### Climat
Pour des articles plus généraux, voir Climat des Pays de la Loire et Climat de Maine-et-Loire.
En 2010, le climat de la commune est de type climat océanique altéré, selon une étude du CNRS s'appuyant sur une série de données couvrant la période 1971-2000. En 2020, Météo-France publie une typologie des climats de la France métropolitaine dans laquelle la commune est exposée à un climat océanique et est dans la région climatique Moyenne vallée de la Loire, caractérisée par une bonne insolation (1 850 h/an) et un été peu pluvieux.
Pour la période 1971-2000, la température annuelle moyenne est de 11,9 °C, avec une amplitude thermique annuelle de 14,4 °C. Le cumul annuel moyen de précipitations est de 640 mm, avec 11,2 jours de précipitations en janvier et 6 jours en juillet. Pour la période 1991-2020, la température moyenne annuelle observée sur la station météorologique de Météo-France la plus proche, « Martigne-briand », sur la commune de Terranjou à 6 km à vol d'oiseau, est de 12,6 °C et le cumul annuel moyen de précipitations est de 617,0 mm,. Pour l'avenir, les paramètres climatiques de la commune estimés pour 2050 selon différents scénarios d'émission de gaz à effet de serre sont consultables sur un site dédié publié par Météo-France en novembre 2022.

## Urbanisme

### Typologie
Au 1er janvier 2024, Aubigné-sur-Layon est catégorisée commune rurale à habitat dispersé, selon la nouvelle grille communale de densité à sept niveaux définie par l'Insee en 2022.
Elle est située hors unité urbaine et hors attraction des villes,.

### Occupation des sols
L'occupation des sols de la commune, telle qu'elle ressort de la base de données européenne d’occupation biophysique des sols Corine Land Cover (CLC), est marquée par l'importance des territoires agricoles (89,3 % en 2018), une proportion identique à celle de 1990 (89,3 %). La répartition détaillée en 2018 est la suivante : 
zones agricoles hétérogènes (44,4 %), cultures permanentes (19,3 %), terres arables (18,9 %), prairies (6,7 %), forêts (5,5 %), zones urbanisées (5,1 %). L'évolution de l’occupation des sols de la commune et de ses infrastructures peut être observée sur les différentes représentations cartographiques du territoire : la carte de Cassini (XVIIIe siècle), la carte d'état-major (1820-1866) et les cartes ou photos aériennes de l'IGN pour la période actuelle (1950 à aujourd'hui).

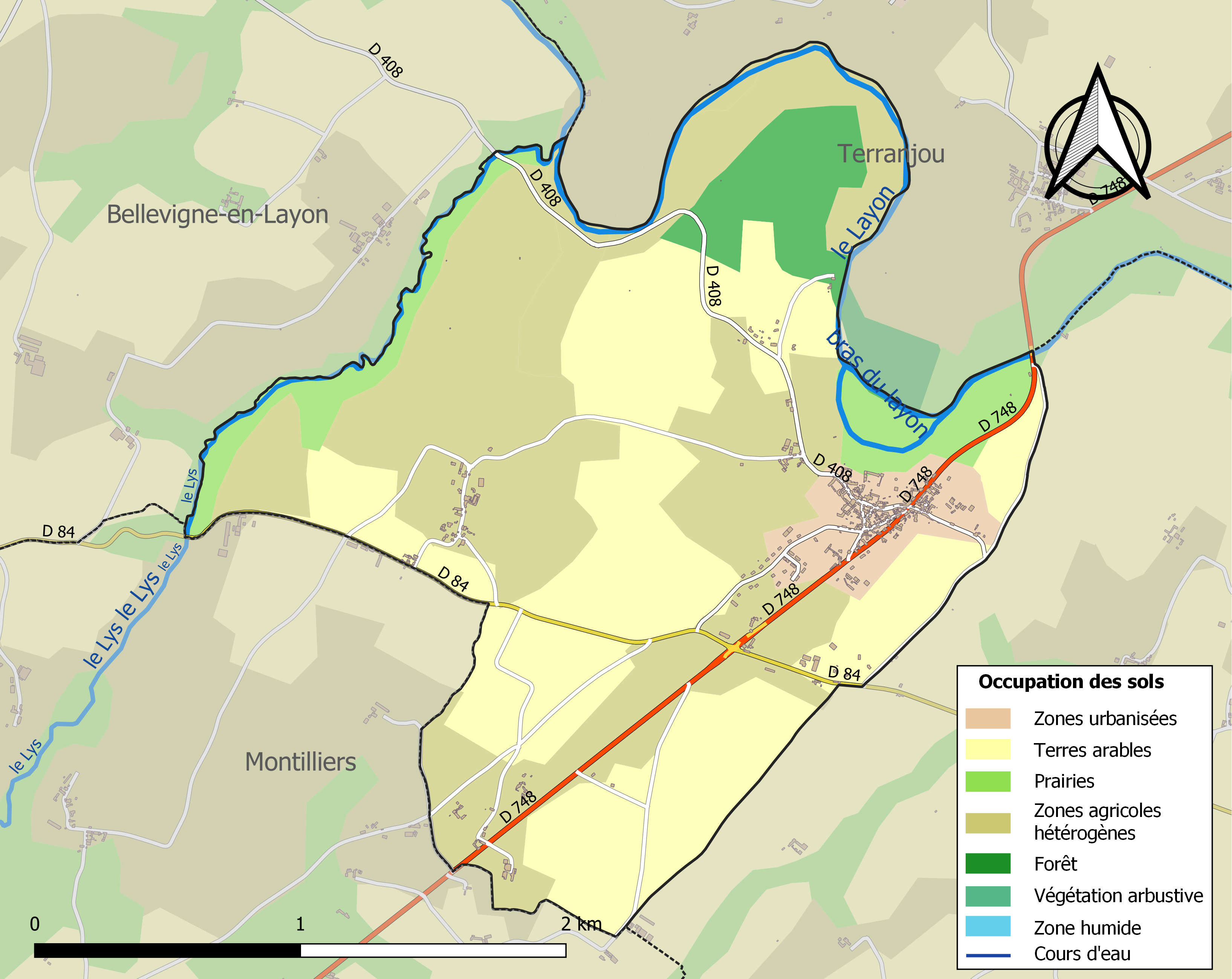
Carte des infrastructures et de l'occupation des sols de la commune en 2018 (CLC).

## Toponymie et héraldique

### Toponymie
Prebitero de Albiniaco en 1088, Aubigné-Briand au XXe siècle. Le 13 juin 1994, Aubigné devient Aubigné-sur-Layon.

### Héraldique
| Blason de Aubigné-sur-Layon | Blason  | De gueules au lion d'hermine, armé, lampassé et couronné d'or. |
| Blason de Aubigné-sur-Layon | Détails | Le statut officiel du blason reste à déterminer.               |

## Histoire
Pendant la Première Guerre mondiale, 17 habitants perdent la vie. Lors de la Seconde Guerre mondiale, un habitant meurt en déportation politique.

## Politique et administration

### Administration municipale
| Période                                  | Période                       | Identité                  | Étiquette | Qualité           |
| ---------------------------------------- | ----------------------------- | ------------------------- | --------- | ----------------- |
| 20 juin 1800                             |                               | Jacques Brouard d'Argenté |           |                   |
| 1813                                     |                               | Charles Matignon          |           |                   |
| 12 janvier 1835                          |                               | Louis Jaudouin            |           |                   |
| 17 février 1835                          |                               | Charles Matignon          |           |                   |
| 1837                                     |                               | Urbain Guillebault        |           |                   |
| 1840                                     |                               | Charles Matignon          |           |                   |
| 1848                                     |                               | Pierre Gangneux           |           |                   |
| 1881                                     |                               | Urbain Coulbault          |           |                   |
| 1884                                     |                               | Pierre Leroy              |           |                   |
| 1896                                     |                               | Baptiste Leroy            |           |                   |
| 1904                                     |                               | Blaiteau-Boucher          |           |                   |
| 1908                                     |                               | Roger de La Porte         |           |                   |
| 1929                                     |                               | Victor Lacroix            |           |                   |
| 1935                                     |                               | Pierre Leroy              |           |                   |
| 1959                                     |                               | Jean Cochard              |           |                   |
| mars 1989                                | mars 2008                     | Philippe Lamy             |           | directeur général |
| mars 2008                                | mars 2014                     | Jean-Luc Chouteau         |           | retraité          |
| mars 2014                                | En cours (au 5 décembre 2024) | Pierre Robé,              |           | retraité          |
| Les données manquantes sont à compléter. |                               |                           |           |                   |

### Intercommunalité
La commune est membre de la communauté de communes Loire Layon Aubance depuis la disparition de la communauté de communes des Coteaux du Layon, elle-même membre du syndicat mixte Pays de Loire en Layon.

## Population et société

### Démographie

#### Évolution démographique
L'évolution du nombre d'habitants est connue à travers les recensements de la population effectués dans la commune depuis 1793. Pour les communes de moins de 10 000 habitants, une enquête de recensement portant sur toute la population est réalisée tous les cinq ans, les populations de référence des années intermédiaires étant quant à elles estimées par interpolation ou extrapolation. Pour la commune, le premier recensement exhaustif entrant dans le cadre du nouveau dispositif a été réalisé en 2006.

En 2022, la commune comptait 349 habitants, en évolution de −4,64 % par rapport à 2016 (Maine-et-Loire : +2,12 %, France hors Mayotte : +2,11 %).
| 1793 | 1800 | 1806 | 1821 | 1831 | 1836 | 1841 | 1846 | 1851 |
| ---- | ---- | ---- | ---- | ---- | ---- | ---- | ---- | ---- |
| 475  | 299  | 345  | 357  | 380  | 392  | 383  | 412  | 471  |

| 1856 | 1861 | 1866 | 1872 | 1876 | 1881 | 1886 | 1891 | 1896 |
| ---- | ---- | ---- | ---- | ---- | ---- | ---- | ---- | ---- |
| 494  | 491  | 498  | 463  | 451  | 457  | 420  | 378  | 356  |

| 1901 | 1906 | 1911 | 1921 | 1926 | 1931 | 1936 | 1946 | 1954 |
| ---- | ---- | ---- | ---- | ---- | ---- | ---- | ---- | ---- |
| 351  | 359  | 337  | 341  | 350  | 351  | 320  | 357  | 363  |

| 1962 | 1968 | 1975 | 1982 | 1990 | 1999 | 2006 | 2011 | 2016 |
| ---- | ---- | ---- | ---- | ---- | ---- | ---- | ---- | ---- |
| 356  | 324  | 271  | 257  | 263  | 334  | 361  | 358  | 366  |

| 2021 | 2022 | - | - | - | - | - | - | - |
| ---- | ---- | - | - | - | - | - | - | - |
| 357  | 349  | - | - | - | - | - | - | - |

#### Pyramide des âges
La population de la commune est relativement jeune.
En 2018, le taux de personnes d'un âge inférieur à 30 ans s'élève à 36,0 %, soit en dessous de la moyenne départementale (37,2 %). À l'inverse, le taux de personnes d'âge supérieur à 60 ans est de 27,3 % la même année, alors qu'il est de 25,6 % au niveau départemental.
En 2018, la commune comptait 198 hommes pour 170 femmes, soit un taux de 53,8 % d'hommes, largement supérieur au taux départemental (48,63 %).
Les pyramides des âges de la commune et du département s'établissent comme suit.
| Hommes | Classe d’âge | Femmes |
| ------ | ------------ | ------ |
| 1,5    | 90 ou +      | 2,4    |
| 6,6    | 75-89 ans    | 10,1   |
| 17,3   | 60-74 ans    | 17,2   |
| 17,3   | 45-59 ans    | 17,2   |
| 17,8   | 30-44 ans    | 21,3   |
| 13,7   | 15-29 ans    | 11,8   |
| 25,9   | 0-14 ans     | 20,1   |

| Hommes | Classe d’âge | Femmes |
| ------ | ------------ | ------ |
| 0,9    | 90 ou +      | 2,1    |
| 7      | 75-89 ans    | 9,5    |
| 16,2   | 60-74 ans    | 16,9   |
| 19,4   | 45-59 ans    | 18,7   |
| 18,2   | 30-44 ans    | 17,5   |
| 18,8   | 15-29 ans    | 17,6   |
| 19,5   | 0-14 ans     | 17,6   |

## Économie
Sur 31 établissements présents sur la commune à fin 2010, 45 % relèvent du secteur de l'agriculture (pour une moyenne de 17 % sur le département), aucun du secteur de l'industrie, 19 % du secteur de la construction, 19 % de celui du commerce et des services et 16 % du secteur de l'administration et de la santé. Cinq ans plus tard, en 2015, sur les 26 établissements présents, 23 % relèvent du secteur de l'agriculture (pour une moyenne de 11 % sur le département), 4 % du secteur de l'industrie, 15 % de celui de la construction, 35 % du secteur du commerce et des services et 23 % de celui de l'administration et de la santé.
La commune se situe dans l'aire d'appellation viticole du Coteaux-du-Layon (AOC). Vingt-sept communes du département, bordant la rivière du Layon, constituent cette aire géographique d'appellation d'origine contrôlée.

## Culture locale et patrimoine

### Lieux et monuments
- Château d'Aubigné ;
- Église Saint-Denis d'Aubigné-sur-Layon.